# Ruisseau Lecointre
Ruisseau Lecointre är ett vattendrag i Kanada.   Det ligger i provinsen Québec, i den sydöstra delen av landet, 210 km norr om huvudstaden Ottawa.
I omgivningarna runt Ruisseau Lecointre växer i huvudsak blandskog. Trakten runt Ruisseau Lecointre är nära nog obefolkad, med mindre än två invånare per kvadratkilometer.